# Colwellia piezophila
Espèce
Colwellia piezophila est une des espèces du genre bactérien Colwellia. Ce sont des bacilles à Gram négatif de la famille des Colwelliaceae. Ces bactéries marines font partie du phylum des Pseudomonadota.

## Historique
L'espèce Colwellia piezophila a été décrite en 2004 à la suite de l'isolement de deux souches bactériennes dans d'un canyon marin de la fosse du Japon à une profondeur de 6 278 m.

## Taxonomie
Le nom correct complet (avec auteur) de ce taxon est Colwellia piezophila Nogi et al. 2004.

### Étymologie
L'étymologie de cette espèce est la suivante : pi.e.zo.phi’la Gr. ind. v. piezô, presser; N.L. adj. philus -a -um, aimant; du Gr. adj. philos -ê -on, aimant; N.L. fem. adj. piezophila, aimant la pression,.

### Phylogénie
Dès sa description en 2004, l'espèce Colwellia piezophila a été classée dans les Colwellia grâce à l'analyse de la séquence nucléotidique de l'ARNr 16S des deux souches Y223G et Y251E. Ces deux souches sont présentes sur la même branche de l'arbre phylogénique et sont proches des espèces Colwellia maris. Les Colwellia font partie de la classe des Pseudomonadota (ex Proteobactéria).

## Description
Colwellia piezophila a été décrite en 2004, comme étant une bactérie à Gram négatif. Cette espèce est formée des bacilles mobiles par l'intermédiaire d'un flagelle unique et polaire. Les bactéries de cette espèce sont halophiles, psychrophiles et piézophiles.
La souche type de cette espèce C. piezophila est la souche Y223G aussi dénommée ATCC BAA-637 ou JCM 11831 dans des banques de cultures bactériennes.

## Habitat
Comme les autres Colwellia, C. piezophila est une bactérie marine.